# Z17/18次列车
Z17/18次列车是中国铁路运行于首都北京市北京站与黑龙江省齐齐哈尔市齐齐哈尔站的一趟直达特快列车，自2009年12月30日起开行，2024年1月10日起按现区间开行，由哈尔滨局集团齐齐哈尔客运段负责客运任务，是继Z15/16次列车后黑龙江省开行的第二趟进京直达特快列车。列车使用中国铁路25T型客车，经由京哈铁路、滨洲铁路、平齐铁路运行，途经北京、河北、辽宁、吉林、黑龙江五省，全程1537公里。其中北京站至齐齐哈尔站运行13小时25分，使用车次为Z17次，齐齐哈尔站至北京站运行13小时38分，使用车次为Z18次。本车的开行，使得齐齐哈尔站的夕发朝至进京列车继T47/48次列车及Z83/84次列车之后，达到每日3班。

## 历史

### Z17/18次京沙直特

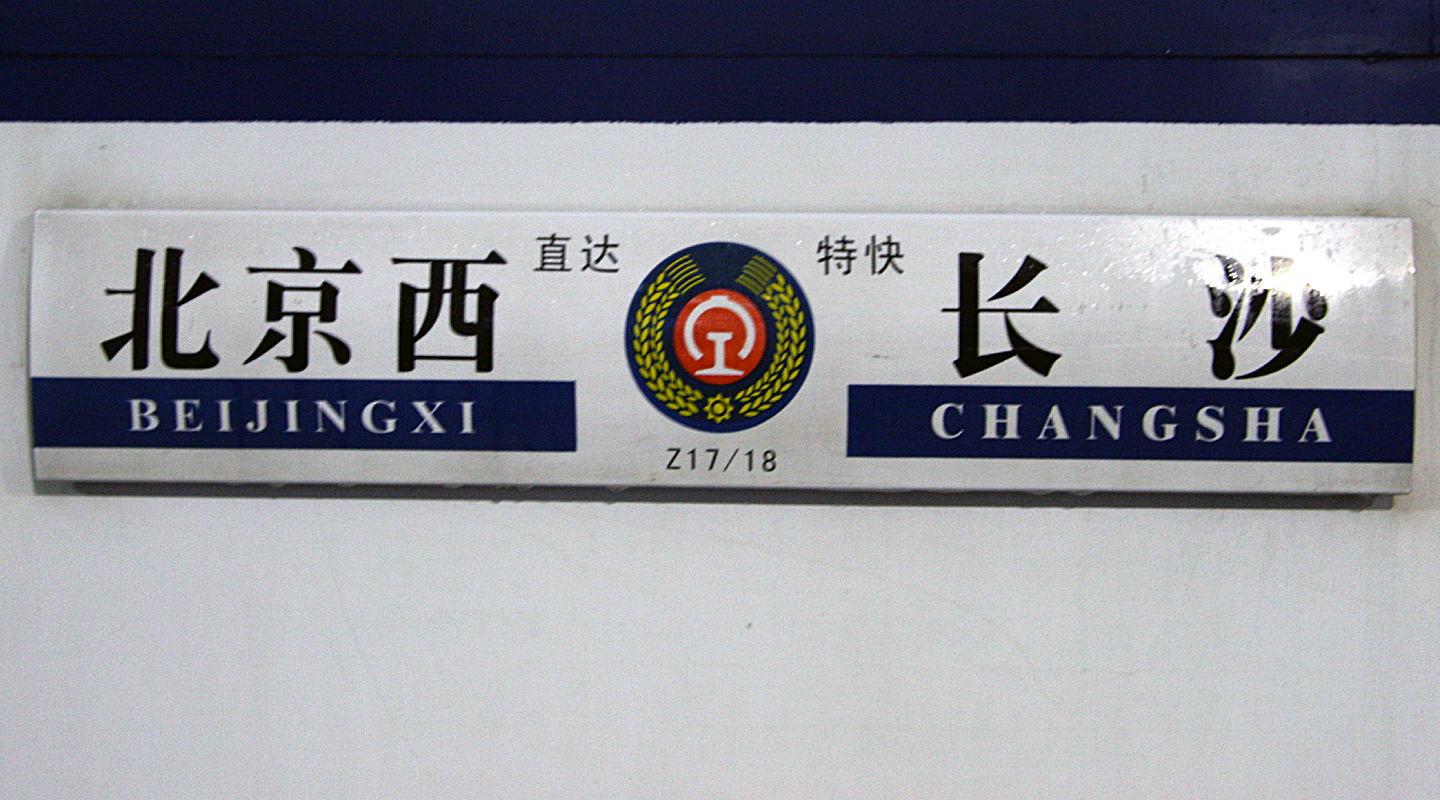
原Z17/18次列车水牌（2007年）

Z17/18这对车次最初用于北京西至长沙的直达特快列车，该列车于2004年4月18日开通，曾是广铁集团和湖南省开行的唯一一趟直达等级列车，一度被命名为“芙蓉号”。
2004年，中国铁路实施第五次大面积提速，使得列车运行速度普遍提升，具备了开行夕发朝至的直达特快列车的条件。直达特快列车是中国首次实行一机牵引、单司机值乘、长途列车中途换班的运行方式，全程点对点直达。同年4月18日，铁道部正式开行了首批19对直达特快列车，主要范围是京沪、京哈等铁路干线，而整个广铁集团唯一的一趟直达列车就是长沙至北京的Z17/18次列车，开行时采用长春轨道客车股份有限公司制造的25T型客车，全程运行13小时40分，由广铁集团长沙客运段担当。
2004年11月11日，Z17/18次列车开始编挂一节高级软卧车厢上线运行，这也是该列车开行以来首次正式满编运行。2007年10月，Z17/18次列车被北京奥组委、共青团中央和铁道部选为4趟奥运列车之一，在2007年10月至2008年12月间为北京奥运会传播奥运知识，展示奥林匹克文化史和当代中国铁路建设成就。2009年4月1日，随着北京-上海的Z13/14次列车更换使用动车组运行，原列车组及原青岛四方庞巴迪铁路运输设备有限公司（BSP）制造的25T车厢全都转移到Z17/18次列车，并取消高级软卧车厢编组。
2012年12月21日，因应北京西站高速场即将启用，Z17/18次与T1/2次等列车改在北京站到发。2015年5月20日，列车延长至天津始发终到，车次改为Z206/207、Z208/205次，并改由北京铁路局天津客运段担当，原车次得以留空。

### Z17/18次京哈直特

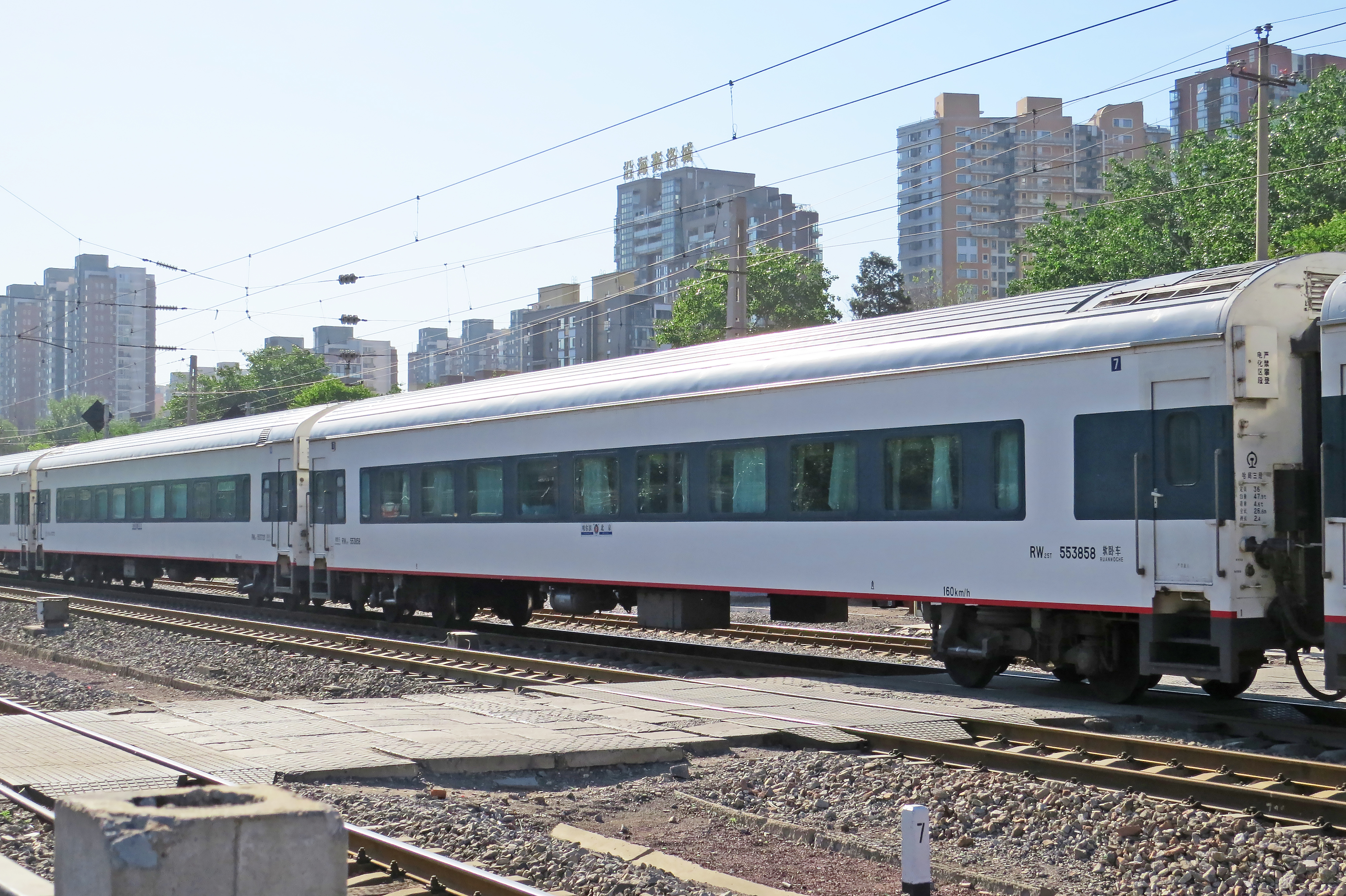
使用BSP车底的原Z2次列车通过水南庄道口（2016年5月4日）

自2007年中国铁路第六次大提速以来，京哈之间始发终到的旅客列车除白天运行的京哈动车组列车外，只有Z15/16次列车和T17/18次列车，这两班列车因为夕发朝至的特性，深受哈尔滨市民青睐，也经常一票难求。
2009年11月11日，全国铁路运行图调整，哈尔滨铁路局计划在原有的Z15/16次基础上增开Z1/2次京哈直达特快列车。Z1/2这对车次曾用于京沪直达特快列车，2008年12月21日改为D301/302次动车组列车。尽管已列在2009年11月11日的新运行图中，但Z1/2次京哈直特直至2009年12月30日才得以正式开行，编组包括8辆软卧车和6辆硬卧车，乘务由哈尔滨客运段担当。由此，哈尔滨站包括过路车在内的进京列车数量达到每日12班。
2010年12月16日，由于石太客运专线长达28公里的太行山隧道不允许内燃机车通过，当时即将改经石太客专、太中、包西线且由东风11G型内燃机车牵引的北京-西安Z53/54次列车与Z1/2次列车互换车底，原用于第一代Z1/2次列车的BSP车体被用于第二代Z1/2次列车，原配属西安铁路局西安机务段的东风11G型内燃机车也转配哈尔滨铁路局三棵树机务段，用于京哈Z1/2次列车。次年7月8日，黑龙江省旅游局与华铁传媒合作，将Z1/2次列车选定为宣传黑龙江旅游的品牌专列。

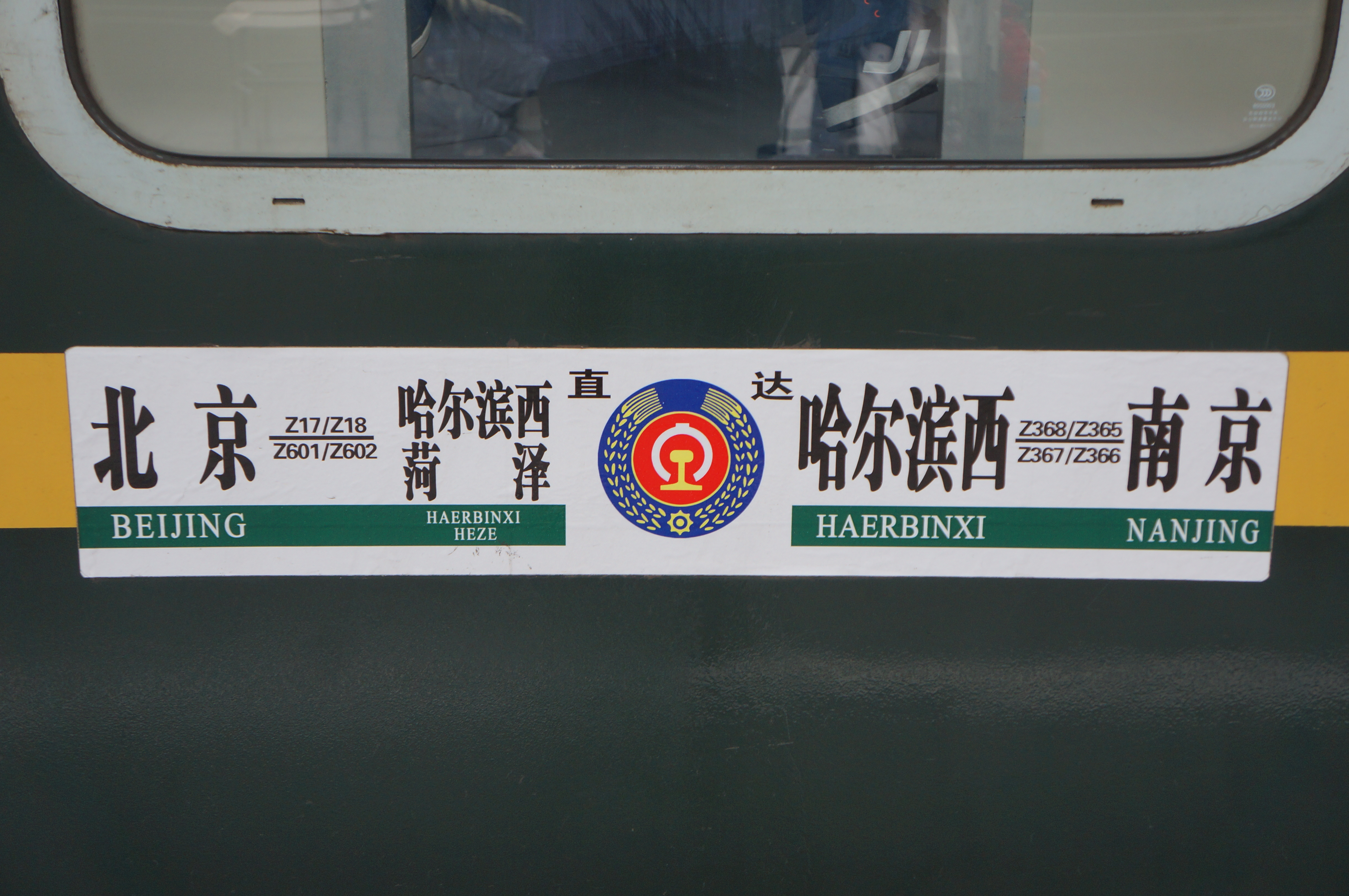
本列车曾与Z368/365、Z366/367次列车套跑

Z2次曾于2015年单向在哈尔滨东站办理客运业务，2016年初取消这一安排，但车底仍然安排在三棵树客整所存放。根据哈尔滨铁路局2016年3月16日的公告，自2016年5月10日始发站起，哈尔滨—北京Z2次列车车次改为Z18次，自5月11日始发站起，北京—哈尔滨Z1次列车车次改为Z17次，Z17/18这对车次重新启用，但2016年5月13日之后的客票因同月15日实施的运行图调整，直至2016年4月16日才开始发售。Z17次在2016年5月15日的运行图调整后不再停靠唐山北、秦皇岛两站，列车车底也由原有的全软席BSP车底更换为软硬卧皆有的国产化25T车底（与Z203/204次列车互换），并套跑北京至菏泽的Z601/602次列车，Z601次由北京、Z602次由菏泽自5月15日起开行。Z18次由哈尔滨、Z17次由北京自5月15日起按新时刻运行。因车底交替关系，5月14日哈尔滨开Z18次按新编组、旧时刻运行。此前，T17/18次列车延长至牡丹江后已改由牡丹江客运段担当，此次调整相当于哈尔滨客运段再度担当17/18这对自1963年起用于京哈列车的老牌车次。同时，Z18/17次列车套跑的Z601/602次列车也成为菏泽市的第一班始发进京列车和第一班始发直达特快列车，菏泽进京仅凭过路列车的历史就此结束。
因应哈尔滨站改造，Z18次自2017年4月30日起调整为哈尔滨西站始发，取消哈尔滨站办理客运业务，Z17次也于同年7月1日改为哈尔滨东站终到，同年8月31日又改为哈尔滨西站终到。

### Z17/18次京齐直特

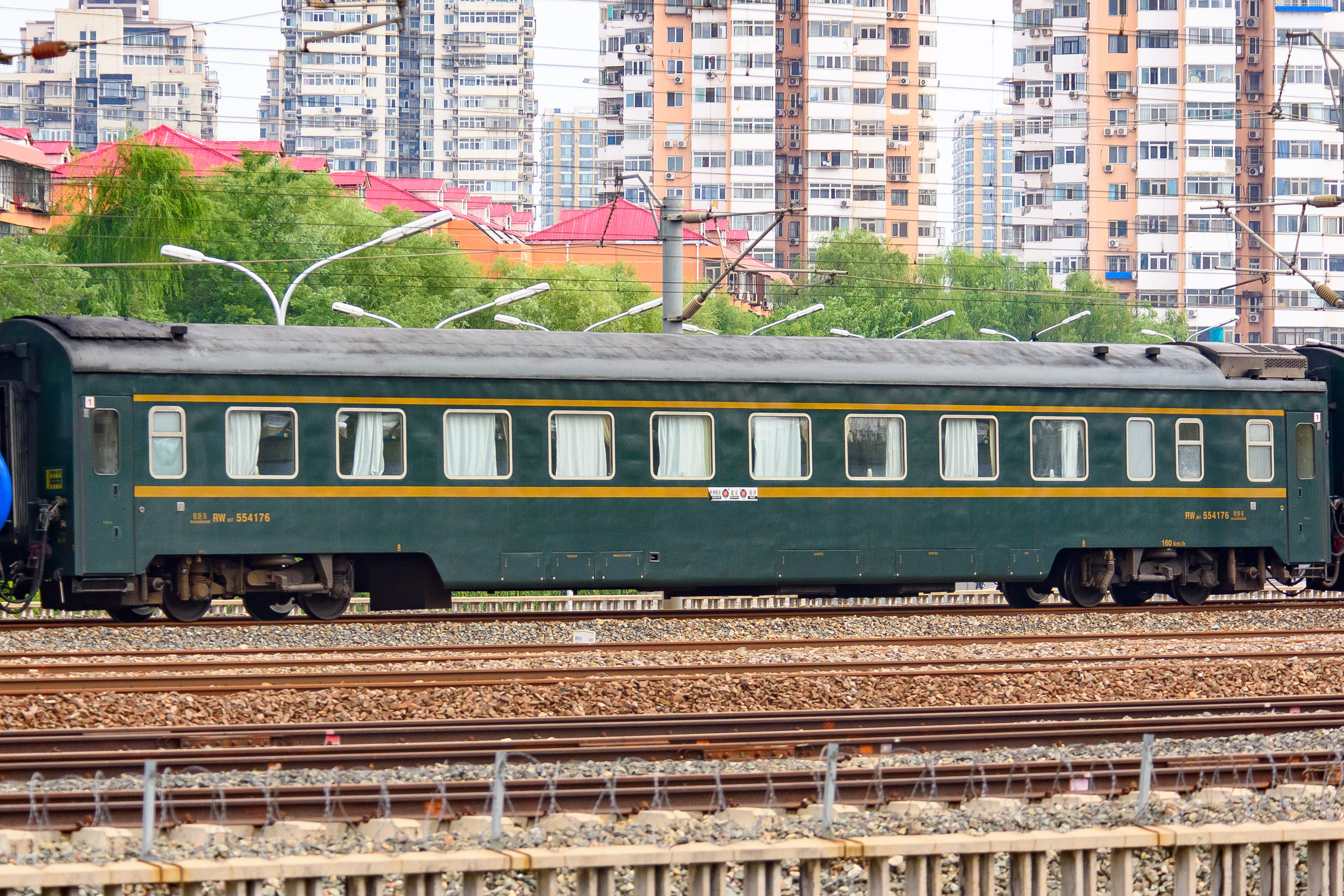
延长至齐齐哈尔并转交齐客的Z17次列车改用中国铁路武汉局集团转配哈局齐北段的AC380V供电25T型客车

2024年1月10日，铁路一季度列车运行图启用，Z17次列车调整为北京站始发，经停哈尔滨、大庆西终到齐齐哈尔；Z18次列车调整为齐齐哈尔始发，经停大庆西、哈尔滨、唐山北终到北京站，同时交由齐齐哈尔客运段担当。

## 列车编组

### 现行编组
Z17/18次列车自2024年2月起使用原配属于武汉局集团的Z37/38次列车的车底，列车采取18辆编组，为全列卧铺列车，采用国产25T型客车，共有5节硬卧车、12节软卧车、1节餐车和加挂1节高级软卧车。
| 车厢编号 | 1-11                                | 12                                  | 加1              | 加2          | 13-16        |
| 车型     | RW25T 软卧车                        | CA25T 餐车（欠编）                  | RW19T 高级软卧车 | YW25T 硬卧车 | YW25T 硬卧车 |
| 配属     | 哈局齐北段                          | 哈局齐北段                          | 哈局齐北段       | 哈局齐北段   | 哈局齐北段   |
| 运行方向 | Z17/18次：齐齐哈尔 附Z601/2次：菏泽 | Z17/18次：齐齐哈尔 附Z601/2次：菏泽 | ←01车 … 16车→    | 北京         | 北京         |

### 历史编组（2024年1月）
Z17/18次列车延长后初期使用配属哈尔滨铁路局齐齐哈尔北车辆段的中国铁路25T型客车。列车采取18辆编组，全列为BSP软席，其中软座车4辆，软卧车13辆，所有软卧车厢在套跑Z601/2次列车时实施卧代座。
| 车厢编号 | 1-13         | 14                 | 15-18        |
| 车型     | RW25T 软卧车 | CA25T 餐车（欠编） | RZ25T 软座车 |
| 配属     | 哈局齐北段   | 哈局齐北段         | 哈局齐北段   |

### 历史编组（2023年6月）
Z17/18次列车曾经使用配属哈尔滨铁路局三棵树车辆段的中国铁路25T型客车。列车采取18辆编组，全列均为卧铺车，其中硬卧车16辆（17号车为控轴车，18号车为宿营车），软卧车2辆，全列定员1053人。列车1-8车厢在套跑Z601/2次列车时实施卧代座，而其余非宿营车厢的卧铺在京菏段正常出售。
| 车厢编号 | 1-8          | 9-10         | 11-18        |
| 车型     | YW25T 硬卧车 | RW25T 软卧车 | YW25T 硬卧车 |
| 配属     | 哈局三段     | 哈局三段     | 哈局三段     |

### 历史编组（2010年）
该列车最初使用39辆原配属武汉铁路局、一直在南方地区运行的两组DC600V直供电中国铁路25T型客车，自开行之日起采取14辆车厢编组，其中软卧车8辆、硬卧车6辆。2010年12月16日起，当时的Z1/2次列车与西安铁路局Z53/54次列车互换车体，开始采用青岛四方庞巴迪铁路运输设备有限公司制造、最初用于京沪Z1/2次列车的AC380V直供电中国铁路25T型客车，改为18辆车厢编组，其中软卧车13辆、软座车4辆，餐车1辆。车厢使用小间隙车钩与牵引机车连挂；密接式车钩相互连挂，风挡上方设车端阻尼装置，并且设有真空集便器。
| 车厢编号 | 1-13         | 14                 | 15-18        |
| 车型     | RW25T 软卧车 | CA25T 餐车（欠编） | RZ25T 软座车 |
| 配属     | 哈局三段     | 哈局三段           | 哈局三段     |

## 机车交路

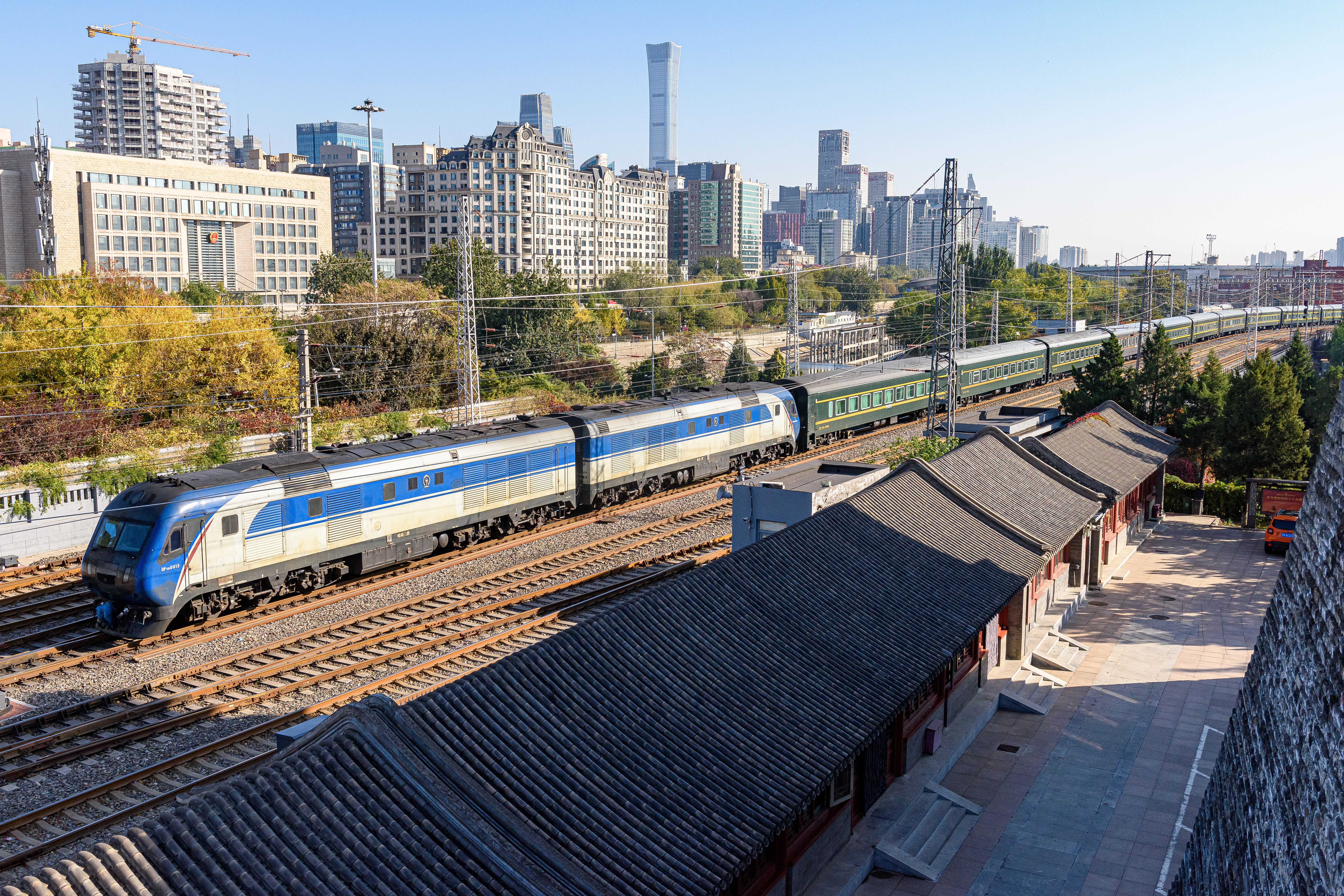
配属三棵树机务段的东风11G型内燃机车第0013/0014号牵引因黑龙江暴雪晚点的Z18次列车驶入北京站（2023年11月7日）

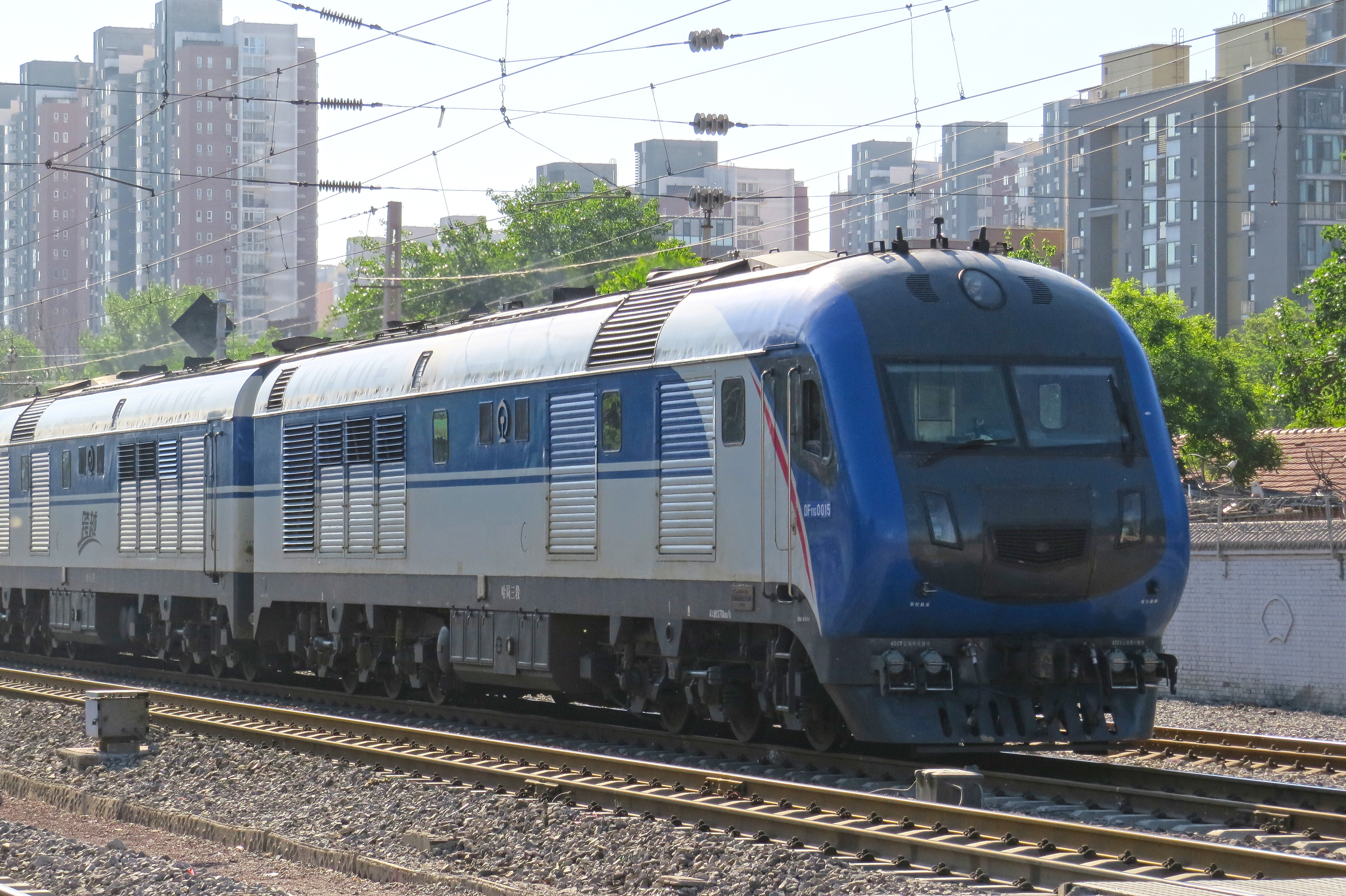
配属三棵树机务段的东风11G型内燃机车第0015/0016号牵引即将改号的Z2次列车通过水南庄道口（2016年5月4日）

Z17/18次（原Z1/2次）列车运行初期采用沈阳铁路局沈阳机务段的韶山9G型电力机车全程牵引。后由于石太客运专线长达28公里的太行山隧道不允许内燃机车通过，故从2010年12月16日起，当时的Z1/2次列车与西安铁路局担当、即将改线的Z53/54次列车互换车底，因而采用青岛四方庞巴迪铁路运输设备有限公司制造的中国铁路25T型客车，全程开始改为采用由哈尔滨铁路局三棵树机务段引进的东风11G型内燃机车担当牵引任务。东风11G型内燃机车运行期间可以不间断地为列车供电，并节约燃油成本和人力成本，同时可降低恶劣天气给电气化铁路接触网造成的影响。2016年5月14日，Z18次更换DC600V车底后，本务机车也更换为和谐3D型电力机车。2023年，列车换回BSP车底后，本务机车也换回东风11G型内燃机车。

### 现行机车交路
| 车站区段               | 北京 ↔ 齐齐哈尔                                          |
| 本务机车 配属 司机更替 | 东风11G型内燃机车 哈局三段 哈尔滨/沈阳司机在沈阳北站轮乘 |

### 过去机车交路（2023年6月）
| 车站区段               | 哈尔滨西 ↔ 北京（Z18/17）          | 北京 ↔ 菏泽（Z601/602）            |
| 本务机车 配属 司机更替 | 和谐3D型电力机车 沈局沈段 沈阳司机 | 和谐3D型电力机车 京局京段 北京司机 |

### 过去机车交路（2016年3月）
| 车站区段               | 北京 ↔ 哈尔滨                                |
| 本务机车 配属 司机更替 | 东风11G型内燃机车 哈局三段 哈尔滨/沈阳司机在 |

### 过去机车交路（2010年）
| 车站区段               | 北京 ↔ 哈尔滨                      |
| 本务机车 配属 司机更替 | 韶山9G型电力机车 沈局沈段 沈阳司机 |

## 时刻表

### 现行时刻
- 以下数据截至2025年7月1日：

| 里程 | 日期   | Z17次 | Z17次 | 停靠站   | 日期   | Z18次 | Z18次 | 里程 |
| 里程 | 日期   | 到点  | 开点  | 停靠站   | 日期   | 到点  | 开点  | 里程 |
| ---- | ------ | ----- | ----- | -------- | ------ | ----- | ----- | ---- |
| 0    | 当日   | —     | 21:26 | 北京     | 第二日 | 07:50 | —     | 1537 |
| —    | —      | ↓     | ↓     | 唐山北   | 第二日 | 06:12 | 06:18 | 1386 |
| 1249 | 第二日 | 07:48 | 07:56 | 哈尔滨   | 当日   | 21:10 | 21:21 | 288  |
| —    | —      | ↓     | ↓     | 肇东     | 当日   | 20:21 | 20:25 | 225  |
| 1419 | 第二日 | 09:34 | 09:41 | 大庆西   | 当日   | 19:17 | 19:22 | 118  |
| 1537 | 第二日 | 10:51 | —     | 齐齐哈尔 | 当日   | —     | 18:12 | 0    |

### 历史时刻
| Z17次 | Z17次 | Z17次 | Z17次 | 停靠站   | Z18次 | Z18次 | Z18次 | Z18次 |
| 里程  | 天数  | 到点  | 开点  | 停靠站   | 到点  | 开点  | 天数  | 里程  |
| ----- | ----- | ----- | ----- | -------- | ----- | ----- | ----- | ----- |
| 0     | 当日  | —     | 21:26 | 北京     | —     | 07:49 | 次日  | 1537  |
| —     | —     | ↓     | ↓     | 唐山北   | 06:12 | 06:18 | 次日  | 1386  |
| 1249  | 次日  | 07:46 | 07:54 | 哈尔滨   | 21:10 | 21:21 | 当日  | 288   |
| —     | —     | ↓     | ↓     | 肇东     | 20:26 | 20:28 | 当日  | 225   |
| 1419  | 次日  | 09:32 | 09:41 | 大庆西   | 19:21 | 19:26 | 当日  | 118   |
| 1537  | 次日  | 10:51 | —     | 齐齐哈尔 | —     | 18:17 | 当日  | 0     |

| Z17次 | Z17次 | Z17次 | Z17次 | 停靠站   | Z18次 | Z18次 | Z18次 | Z18次 |
| 里程  | 天数  | 到点  | 开点  | 停靠站   | 到点  | 开点  | 天数  | 里程  |
| ----- | ----- | ----- | ----- | -------- | ----- | ----- | ----- | ----- |
| 0     | 当日  | —     | 21:18 | 北京     | —     | 07:49 | 次日  | 1537  |
| —     | —     | ↓     | ↓     | 唐山北   | 06:12 | 06:18 | 次日  | 1386  |
| 1249  | 次日  | 07:36 | 07:46 | 哈尔滨   | 21:10 | 21:21 | 当日  | 288   |
| 1419  | 次日  | 09:16 | 09:21 | 大庆西   | 19:26 | 19:32 | 当日  | 118   |
| 1537  | 次日  | 10:26 | —     | 齐齐哈尔 | —     | 18:22 | 当日  | 0     |

| Z17次 | Z17次 | Z17次 | Z17次 | 停靠站 | Z18次 | Z18次 | Z18次 | Z18次 |
| 里程  | 天数  | 到点  | 开点  | 停靠站 | 到点  | 开点  | 天数  | 里程  |
| ----- | ----- | ----- | ----- | ------ | ----- | ----- | ----- | ----- |
| 0     | 当日  | —     | 21:15 | 北京   | 07:30 | —     | 次日  | 1249  |
| 1249  | 次日  | 07:18 | —     | 哈尔滨 | —     | 21:28 | 当日  | 0     |